# Casa del Reloj (metropolitana di Madrid)
Casa del Reloj è una stazione della linea 12 della metropolitana di Madrid. Si trova sotto alla Avenida de Gibraltar, nel comune di Leganés.

## Storia
La stazione della metropolitana fu inaugurata il 11 aprile 2003.

## Interscambi
- 1
- 450, 468, 480, 481, 483, 484
- N804